# Jump blues
Il Jump blues si riferisce a uno stile influenzato dal Jazz che venne alla luce verso la seconda metà degli anni quaranta.
Di solito utilizza un cantante in combinazione con l'accompagnamento di un'orchestra di fiati, creando uno stile contraddistinto da un ritmo-guida, da vocalizzi e sassofono-tenore in assolo.
Questo genere di blues fu tra i precursori del Rock & roll.
Con meno utilizzo di strumenti a corda rispetto agli altri stili, il jump blues era il ponte fra i vecchi stili e il sound delle grandi bande jazz degli anni quaranta.

## Gruppi Jump Blues
- Jackie Brenston
- Roy Brown
- Wynonie Harris
- Louis Jordan
- Joe Liggins
- Amos Milburn
- Big Joe Turner
- Jimmy Witherspoon
- Bull Moose Jackson
- Buddy Johnson
- Big Jay McNeely
- Jay McShann
- Johnny Otis
- Louis Prima
- Red Prysock
- Jimmy Rushing
- Little Walter